# Heliotropium suaveolens
Heliotropium suaveolens là loài thực vật có hoa trong họ Mồ hôi. Loài này được M.Bieb. mô tả khoa học đầu tiên năm 1819.